# ألوية سيف الشام
ألوية سيف الشام هي تجمع ألوية وكتائب عسكرية ثورية انطلقت مع بداية الثورة السورية تنشط جنوب سوريا وتعتبر من كبرى الفصائل العسكرية المعارضة تضم حوالي 4000 مقاتل تحت قيادة أبو صلاح الشامي منتشرين في كل من دمشق والقلمون وريف دمشق الغربي والقنيطرة ودرعا . وقد سعت ادارة العمليات من خلال فريقها الإعلامي برئاسة النقيب علاء الباشا الى تسليط الضوء على الانتهاكات التي كانت تقوم بها القوات الحكومية بحق المدنيين .
شاركت القوات العسكرية بتحرير العديد من البلدات والمدن من قوات النظام كما كان لها دور بارز في عشرات المعارك في تلك المناطق.
من أبرز الألوية التي كانت تنضم في صفوف ألوية سيف الشام:
لواء العز 
لواء الحسن
لواء سيف الشام-درعا